# Alfabet abazyński
Alfabet abazyński – alfabet służący do zapisu języka abazyńskiego. W czasie swojego istnienia kilka razy zmieniano jego formę graficzną. Współczesny alfabet abazyński oparty jest na cyrylicy. W jego historii można wyróżnić trzy etapy:
- XIX w. – początek XX w. – próby stworzenia alfabetu na bazie pisma arabskiego,
- 1932–1938 r. – alfabet na bazie alfabetu łacińskiego,
- od 1938 r. – alfabet oparty na cyrylicy.

## Pismo arabskie
Pierwsze próby stworzenia piśmiennictwa abazyńskiego sięgają końca XIX w., kiedy to Umar Mikerow stworzył alfabet abazyński w oparciu o litery arabskie. Alfabet oraz podręcznik autorstwa Mikerowa wykorzystywane były do nauczania w szkole w Elburganie, ale nigdy nie zostały oficjalnie wydane. Drugą próbę stworzenia alfabetu na bazie pisma arabskiego podjął na początku XX w. nauczyciel Tatłustan Zakierijewicz Tabułow. Ten projekt także nie zyskał szerszego uznania.

## Alfabet łaciński

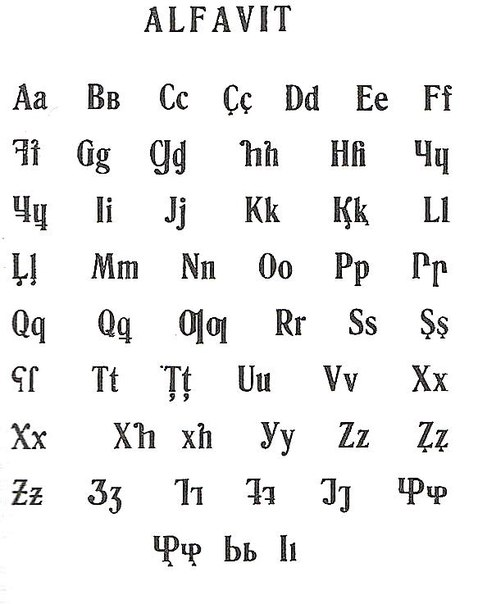
Abazyński alfabet łaciński z lat 30. XX w.

W ramach procesu latynizacji przeprowadzanego w latach 30. XX w. w Związku Radzieckim, dekretem komitetu wykonawczego Czerkieskiego Obwodu Autonomicznego przyjęto dekret o wprowadzeniu alfabetu łacińskiego do zapisu języka abazyńskiego. W tym czasie wyrażano opinie, że do zapisu języka abazyńskiego nie jest konieczne wprowadzenie nowego alfabetu. Proponowano natomiast wykorzystanie istniejących już alfabetów języków kabardyjskiego i abchaskiego. Niemniej jednak w 1932 r. stworzono oddzielny alfabet do zapisu języka abazyńskiego, powstały w oparciu o alfabet łaciński. Alfabetu tego nauczano w szkołach oraz używano w książkach i w prasie (m.in. na jednej ze stron w czerkieskiej gazecie „Черкес плъыж”). Nad jego rozwojem pracowali N. F. Jakowlew, A. N. Gienko, G. P. Sierdiuczenko, a także abazyńscy naukowcy T. Z. Tabułow, Ch. Kużew, A. B. Kurczew, N. Ł. Ozow i inni. Ogólnokrajowy komitet Nowego alfabetu zalecał dodanie do alfabetu liter đ,  i , które oznaczały dźwięki nieobecne w dialekcie tapantowskim, będącym podstawą języka literackiego, ale charakterystyczne dla dialektu szkorawskiego. Jednak w dniu 6 sierpnia 1933 r., gdy omawiano kwestię wydania pierwszej książki w języku abazyńskim (elementarza), Czerkieski regionalny wydział edukacji publicznej postanowił nie umieszczać tych liter w alfabecie. Pierwszy alfabet abazyński charakteryzował się wieloma wadami, brakowało również skodyfikowanych zasad pisowni. W związku z tym na rok 1935 zaplanowano przeprowadzenie reformy alfabetu i opracowanie reguł ortografii, ale proces zmiany zapisu języków narodów ZSRR z alfabetu łacińskiego na cyrylicki, który wkrótce się rozpoczął, sprawił, że plany te straciły znaczenie.
W 1992 r. abazyński poeta M. Ch. Czikatujew podjął próbę ponownego wprowadzenia alfabetu opartego na łacińskim – zaczął nawet wydawać gazetę „Abaza” z tekstami zapisanymi opracowanym przez niego alfabetem, ale inicjatywa ta została przerwana. Dla charakterystycznych dźwięków języka abazyńskiego Czikatujew wprowadził do swojego alfabetu litery ze znakami diakrytycznymi: h́, ǵ, ḱ, ĝ, k̂, č, š i inne.

## Cyrylica
W 1936 roku podniesiono kwestię wprowadzenia alfabetu opartego na cyrylicy do zapisu języka abazyńskiego. Twórcą nowego alfabetu był G. P. Sierdiuczenko. 29 marca 1938 alfabet został zatwierdzony na spotkaniu abazyńskiej inteligencji, na początku maja został przyjęty przez Centralny Instytut Badawczy Języków i Pism Narodów ZSRR, a 13 maja został ostatecznie wprowadzony do użytku przez Ludowy Komisariat Oświaty Rosyjskiej FSRR. W lipcu tego samego roku opracowano i opublikowano zasady pisowni, a od września abazyńskiej cyrylicy zaczęto nauczać w szkołach. Od tamtego czasu w alfabecie nie wprowadzono żadnych zmian; reforma z 1969 r. wniosła zmiany w zasadach pisowni, ale nie wpłynęła na alfabet. 
Współczesny alfabet abazyński:
| А а     | Б б     | В в     | Г г     | Гв гв   | Гъ гъ | Гъв гъв | Гъь гъь | Гь гь   | ГӀ гӀ | ГӀв гӀв | Д д   |
| Дж дж   | Джв джв | Джь джь | Дз дз   | Е е     | Ё ё   | Ж ж     | Жв жв   | Жь жь   | З з   | И и     | Й й   |
| К к     | Кв кв   | Къ къ   | Къв къв | Къь къь | Кь кь | КӀ кӀ   | КӀв кӀв | КӀь кӀь | Л л   | Ль ль   | М м   |
| Н н     | О о     | П п     | ПӀ пӀ   | Р р     | С с   | Т т     | Тл тл   | Тш тш   | ТӀ тӀ | У у     | Ф ф   |
| Х х     | Хв хв   | Хъ хъ   | Хъв хъв | Хь хь   | ХӀ хӀ | ХӀв хӀв | Ц ц     | ЦӀ цӀ   | Ч ч   | Чв чв   | ЧӀ чӀ |
| ЧӀв чӀв | Ш ш     | Шв шв   | ШӀ шӀ   | Щ щ     | Ъ ъ   | Ы ы     | ь       | Э э     | Ю ю   | Я я     |       |

## Porównanie alfabetów
Źródło:
| Cyr.    | Łac.     | MAF     | Cyr.    | Łac.  | MAF       | Cyr.    | Łac.  | MAF   | Cyr.    | Łac.           | MAF      | Cyr.    | Łac.  | MAF    | Cyr.  | Łac.  | MAF  |
| ------- | -------- | ------- | ------- | ----- | --------- | ------- | ----- | ----- | ------- | -------------- | -------- | ------- | ----- | ------ | ----- | ----- | ---- |
| А а     | A a      | [a]     | Джв джв | Z̦ z̦   | [ʤʷ]      | Къ къ   | Q q   | [q']  | ПӀ пӀ   |                | [p']     | Хь хь   | Xь xь | [xʲ]   | Ъ ъ   |       | [ʔ]  |
| Б б     | B в      | [b]     | Джь джь | -     | [dʑ]      | Къв къв | Qu qu | [q'ʷ] | Р р     | R r            | [r]      | ХӀ хӀ   | ɦ     | [ħ]    | Ы ы   | Ь ь   | [ə]  |
| В в     | V v      | [v]     | Дз дз   | Ӡ ӡ   | [dz]      | Къь къь | Qı qı | [q'ʲ] | С с     | S s            | [s]      | ХӀв хӀв | u ɦu  | [ħʷ]   | Ь ь   | -     | [ʲ]  |
| Г г     | G g      | [g]     | Е е     | E e   | [je], [e] | Кь кь   | Kı kı | [kʲ]  | Т т     | T t            | [t]      | Ц ц     | C c   | [ʦ]    | Э э   | -     | [e]  |
| Гв гв   | Gu gu    | [gʷ]    | Ё ё     | -     | [jo]      | КӀ кӀ   | Ⱪ ⱪ   | [k']  | Тл тл   | L̦ l̦            | [ɬ]      | ЦӀ цӀ   | Ç ç   | [ʦ']   | Ю ю   | -     | [ju] |
| Гъ гъ   | Ƣ ƣ      | [ɣ]     | Ж ж     | Ƶ ƶ   | [ʒ]       | КӀв кӀв | Ⱪu ⱪu | [k'ʷ] | Тш тш   |                | [ʧ]      | Ч ч     | Ч ɥ   | [tɕ]   | Я я   | -     | [ja] |
| Гъв гъв | Ƣu ƣu    | [ɣʷ]    | Жв жв   | J j   | [ʒʷ]      | КӀь кӀь | Ⱪı ⱪı | [k'ʲ] | ТӀ тӀ   | Ț ț            | [t']     | Чв чв   |       | [tɕʷ]  | ФӀ фӀ | Fɦ fɦ | [f'] |
| Гъь гъь | Ƣı ƣı    | [ɣʲ]    | Жь жь   |       | [ʑ]       | Л л     | L l   | [l]   | У у     | U u            | [u], [w] | ЧӀ чӀ   |       | [tɕ']  | ЛӀ лӀ | L̦h l̦h | [ɬ]  |
| Гь гь   | Gı gı    | [gʲ]    | З з     | Z z   | [z]       | Ль ль   | Lı lı | [ɮ]   | Ф ф     | F f            | [f]      | ЧӀв чӀв |       | [tɕ'ʷ] |       |       |      |
| ГӀ гӀ   | Y y      | [ɦ]~[ʕ] | И и     | I i   | [i]       | М м     | M m   | [m]   | Х х     | X x, Xh xh     | [x]      | Ш ш     | Ş ş   | [ʃ]    |       |       |      |
| ГӀв гӀв | Yu yu    | [ʕʷ]    | Й й     | -     | [j]       | Н н     | N n   | [n]   | Хв хв   | Xu xu, Xhu xhu | [xʷ]     | Шв шв   |       | [ʃʷ]   |       |       |      |
| Д д     | D d      | [d]     | К к     | K k   | [k]       | О о     | O o   | [o]   | Хъ хъ   |                | [q]      | ШӀ шӀ   |       | [ʧ']   |       |       |      |
| Дж дж   | Ɡ ɡ, Ꝗ ꝗ | [ʤ]     | Кв кв   | Ku ku | [kʷ]      | П п     | P p   | [p]   | Хъв хъв | u u            | [qʷ]     | Щ щ     |       | [ɕ]    |       |       |      |

Dwuznaki ФI i ЛI używane są w zapisie tekstów dialektalnych i nie są częścią normatywnego alfabetu języka abazyńskiego.